# Osmigača
Osmigača (gaudinija, lat. Gaudinia) manji rod jednosupnica iz porodice trava. To je jednogodišnje raslinje, a postoji pet vrsta koje rastu u zemljamsa Mediterana, a u Hrvatskoj je jedini predstavnik lomljiva osmigača (G. fragilis), biljka koja voli vlažne livade.
Ime roda dano je u čast švicarskog botaničara Gaudina.

## Vrste
1. Gaudinia coarctata (Link) T.Durand & Schinz
2. Gaudinia fragilis (L.) P.Beauv.
3. Gaudinia hispanica Stace & T.G.Tutin
4. Gaudinia maroccana Trab. ex Pit.
5. Gaudinia valdesii Romero Zarco

## Galerija
- ilustracija g. fragilis
- pšen, G. fragilis